# 北塘水库
北塘水库是中国天津市滨海新区境内的一座水库，位于永定新河上，建于1973年。水库正常库容为1400万立方米，海拔为6.5米。